# Live Facelift
Live Facelift (укр. Facelift наживо) — музичне відео та концертний альбом американського рок-гурту Alice in Chains. На ньому знято виступ у Театрі Мура в Сіетлі 22 грудня 1990 року, в якому також брала участь група Mookie Blaylock, пізніше перейменована в Pearl Jam. Спочатку запис був опублікований на VHS і поширювався безкоштовно на додачу до дебютного лонгплею Alice in Chains Facelift. До 2001 року музичне відео набуло «золотого» статусу RIAA, а 2016 року концертний альбом був перевиданий на вінілі. Журнал Kerrang! заніс концерт до списку 100 найкращих виступів усіх часів.

## Історія появи
Ідея випуску концертного альбому спала на думку музикантам Alice in Chains під час турне з гуртом Extreme та Іггі Попом 1990 року. Альбом мав сприяти підвищенню популярності гурту, оскільки продажі студійної платівки Facelift були низькими. Музиканти збиралися роздавати відеозапис концертного виступу безкоштовно всім, хто придбає копію альбому. Режисером був обраний Джош Тафт, добре знайомий із музичною сценою Сіетла. Тафт був другом дитинства Стоуна Ґоссарда, місцевого гітариста, який грав у групах Mookie Blaylock та Temple of the Dog. Саме Ґоссард познайомив Тафта з гуртом Alice in Chains. 22 грудня 1990 року «Аліса в ланцюгах» виступала в Театрі Мура. Відкривав шоу маловідомий на той момент гурт Mookie Blaylock, названий на честь американського баскетболіста; пізніше гурт змінив назву на Pearl Jam. Наприкінці виступу на сцені з'явився Кріс Корнелл, щоб разом із музикантами виконати кілька пісень проєкту Temple of the Dog, присвяченого пам'яті загиблого сіетлського музиканта Ендрю Вуда.
Бюджет, виділений Тафту для запису відео, складав 14-16 тисяч доларів. Цього було дуже мало для зйомки, яка велася відразу з шести камер. Для порівняння, бюджет відеокліпу «Man in the Box» був утричі вищим. Режисер вирішив знімати чорно-біле відео, щоб воно вийшло простим, жорстким та без надмірностей. «Це був один із тих виступів, які виділятимуться серед інших у пам'яті глядачів», — згадував Тафт. Гітарист Alice in Chains Джеррі Кантрелл використав на концерті одну зі своїх улюблених гітар, на корпусі якої було зображено оголену жінку. Продюсер Лізан Даттон пізніше згадувала, що однією з найбільших статей витрат при випуску відео було розмиття цього зображення на гітарі Джеррі: «У той час це було досить складним завданням. Щоб розмити частину зображення на вже записаній відеоплівці, потрібно було використати багато технологій».

## Випуск альбому
Запис виступу спочатку вийшов на VHS 30 липня 1991 року. На плівку потрапили виконані наживо пісні з дебютного альбому Facelift, а також зняті відеокліпи гурту. До 2001 року було продано понад 50 000 копій альбому, що дозволило йому отримати «золотий статус» RIAA.
Через двадцять п'ять років Live Facelift було перевидано на вінілі. Платівка вийшла 25 листопада 2016 року під час заходу «Чорна п'ятниця», що відбувся у День музичного магазину, тиражем 5000 примірників. 15 вересня 2017 року концерт вийшов на червоному вінілі обмеженим тиражем всього в 1000 примірників, до кожного з яких було додано особливий пам'ятний плакат.

## Критичні відгуки
24 грудня 1990 року в газеті The Seattle Times з'явився звіт про рок-концерт у Театрі Мура. Журналіст Філ Вест назвав Alice in Chains приємним винятком на тлі хеві-метал сцени того часу, яку схарактеризував як «одягнених у спандекс клоунів, які вивергають гітарні соло зі швидкістю одна миля на хвилину завдяки спритності рук, а не музичній майстерності». Він зазначив, що попри своє «металеве» коріння, у гурту багато спільного з альтернативним роком та місцевою гранжевою сценою. Пісні Alice in Chains Вест назвав куди відповіднішими уявленням про «саунд Сіетлу», ніж виступ гурту Mookie Blaylock і Кріса Корнелла, і підібрав для них термін «приємний метал».
Грег Прато з AllMusic оцінив концертний альбом на дві зірки з п'яти, але при цьому зазначив, що «концертний виступ успішно передає енергію гурту, який перебував у процесі перетворення на одну з головних металевих сил, досягнувши кульмінації на похмурій класичній платівці Dirt 1992 року». Прато порекомендував запис шанувальникам ранніх Alice in Chains. Білл Адамс із журналу Ground Control зазначив, що багато пісень, виконаних на концерті в Театрі Мура, не знайомі широкому колу слухачів, через що платівка могла б стати чудовим сувеніром для слухачів. На думку Адамса, «цілком очевидно, що гурт успішно просувався до успіху 1992 року, і робив це дуже швидко, оскільки [дебютний] Facelift вийшов лише за кілька місяців до цього концерту». Марк Демінг з «Нью-Йорк таймс» утримався від оцінок, констатувавши, що «потужні альтернативні рокери Alice in Chains виконують свою темну музику під гітару перед натовпом рідного міста».
У 1997 році журнал Kerrang! поставив виступ Alice in Chains і Mookie Blaylock у Театрі Мура на 24 місце у списку 100 найкращих концертів усіх часів.

## Список композицій
Список композицій на VHS
| #  | Назва                        | Автор            | Переклад назви                | Тривалість |
| -- | ---------------------------- | ---------------- | ----------------------------- | ---------- |
| 1. | «Man In The Box» (live)      | Кантрелл, Стейлі | «Людина у коробці»            | 4:34       |
| 2. | «Real Thing» (live)          | Кантрелл, Стейлі | «Справжня річ»                | 3:56       |
| 3. | «Love, Hate, Love» (live)    | Кантрелл, Стейлі | «Кохання, ненависть, кохання» | 6:27       |
| 4. | «Sea of Sorrow» (live)       | Кантрелл         | «Море смутку»                 | 5:22       |
| 5. | «Bleed The Freak» (live)     | Кантрелл         | «Пусти кров виродку»          | 3:58       |
| 6. | «We Die Young» (відеокліп)   | Кантрелл         | «Ми помремо молодими»         | 2:32       |
| 7. | «Man in the Box» (відеокліп) | Кантрелл, Стейлі | «Людина у коробці»            | 4:27       |
| 8. | «Sea of Sorrow» (відеокліп)  | Кантрелл         | «Море смутку»                 | 4:27       |

Список композицій на вініловій платівці
Сторона А
| #  | Назва                       | Автор            | Переклад назви     | Тривалість |
| -- | --------------------------- | ---------------- | ------------------ | ---------- |
| 1. | «It Ain’t Like That» (live) | Кантрелл, Стейлі | «Це не так»        | 4:31       |
| 2. | «Man In The Box» (live)     | Кантрелл, Стейлі | «Людина у коробці» | 4:35       |
| 3. | «Real Thing» (live)         | Кантрелл, Стейлі | «Справжня річ»     | 4:04       |

Сторона Б
| #  | Назва                     | Автор            | Переклад назви                | Тривалість |
| -- | ------------------------- | ---------------- | ----------------------------- | ---------- |
| 1. | «Love, Hate, Love» (live) | Кантрелл, Стейлі | «Кохання, ненависть, кохання» | 6:36       |
| 2. | «Sea of Sorrow» (live)    | Кантрелл         | «Море смутку»                 | 5:33       |
| 3. | «Bleed The Freak» (live)  | Кантрелл         | «Пусти кров виродку»          | 4:05       |

## Сертифікати
| Регіон                                                                                          | Сертифікація | Продажі |
| ----------------------------------------------------------------------------------------------- | ------------ | ------- |
| США (RIAA)                                                                                      | Золотий      | 50 000^ |
| *продажі, що базуються лише на сертифікаціях ^відвантаження, що базуються лише на сертифікаціях |              |         |

## Учасники запису
- Лейн Стейлі — вокал,
- Джеррі Кантрелл — гітара, вокал,
- Майк Старр — бас,
- Шон Кінні — барабани.